# 永昌郡
永昌郡，中国古代的郡。位置相當於現代的中國雲南省西部以及可能包含緬甸克欽邦、撣邦的一部份，始於東漢。郡治起初在巂唐縣，後來遷到不韋縣。經歷東漢、蜀漢、晉、宋、齊、梁各朝，至陳朝則失於北周，位置則東移至為現代四川省的東部。
永昌郡始於1世紀。東漢明帝永平年間，哀牢國內附，其地置為哀牢縣、博南縣，並且將原益州郡西部的六個縣分離出來，合併設立永昌郡。轄八縣，不韋縣、永壽縣、比蘇縣、雍鄉縣、南涪縣、巂唐縣、哀牢縣、博南縣。東漢順帝永和五年（公元140年）《續漢書·郡國誌》所記，永昌郡戶數為231.897，人口數為1,897,344。

## 行政區劃
永昌郡是古代東漢、蜀漢、晉、宋、齊、梁等王朝的一級行政區，實際管轄範圍則隨著時代不同而變化，大致涵蓋今日中華人民共和國雲南省西部、緬甸聯邦克欽邦東部、撣邦東部的土地。
永昌郡設立之初，下統不韋縣、巂唐縣、比蘇縣、葉榆縣、邪龍縣、雲南縣共8縣，其中巂唐縣為郡治。公元77年，永昌郡治由巂唐縣遷至不韋縣。
三國時代，永昌郡東部的葉榆縣、邪龍縣、雲南縣等縣份與建寧郡的一部分被分立出來設為雲南郡。增加了南方的永壽縣。
西晉時，永昌郡轄域向南方擴張，新增了南涪縣，共統轄8縣，不韋縣、永壽縣、比蘇縣、雍鄉縣、南涪縣、巂唐縣、哀牢縣、博南縣。